# 墳
| ウィキペディアには「墳」という見出しの百科事典記事はありません（タイトルに「墳」を含むページの一覧/「墳」で始まるページの一覧）。 代わりにウィクショナリーのページ「墳」が役に立つかもしれません。 |